# Gonzalo Andrés
Andrés  Rodríguez est un nom espagnol. Le premier nom de famille, en général paternel, est Andrés ; le second, en général maternel, souvent omis, est Rodríguez.
Gonzalo Andrés Rodríguez est un coureur cycliste espagnol, né le 9 août 1993 à Oviedo.

## Biographie
En 2014, Gobzalo Andrés s'illustre en devenant champion d'Espagne sur route espoirs à Ponferrada,. L'année suivante, il rejoint l'équipe Café Baqué-Conservas Campo.

## Palmarès
- 2014
  -  Champion d'Espagne sur route espoirs
  - Premio San Roque
- 2016
  - Trofeo Ayuntamiento de Valdáliga